# Fahad Sebil
Fahad Sebil (Arabic:فهد سبيل) (sinh ngày 10 tháng 3 năm 1989) là một cầu thủ bóng đá người Các Tiểu vương quốc Ả Rập Thống nhất. Hiện tại anh thi đấu cho Al-Fujairah.